# Campeonato navarro del Cuatro y Medio 2007
La IX edición del Campeonato navarro del Cuatro y Medio, competición de pelota vasca en la variante de pelota mano profesional de primera categoría, se disputó en el año 2007. Fue organizada conjuntamente por Asegarce y ASPE, las dos principales empresas dentro del ámbito profesional de la pelota mano.
La marcha del campeonato estuvo marcada por la lesión de Martínez de Irujo en su partido de semifinales frente a Abel Barriola, el cual tuvo como contrincante en la final a Olaizola II. Ambos finalista se habían enfrentado recientemente en la final del Manomanista, siendo el triunfador en ambas finales el delantero de Goizueta, Aimar Olaizola.

## Cuartos de final
| Fecha    | Frontón y localidad    | Rojo       | Azul          | Tanteo |
| -------- | ---------------------- | ---------- | ------------- | ------ |
| 15/06/07 | Jostaldi, Fuenterrabía | Patxi Ruiz | Bengoetxea VI | 13-22  |

## Semifinales
| Fecha      | Frontón y localidad  | Rojo        | Azul                       | Tanteo |
| ---------- | -------------------- | ----------- | -------------------------- | ------ |
| 23/06/07   | Aritzbatalde, Zarauz | Olaizola II | Bengoetxea VI              | 22-12  |
| 01/07/2007 | Aritzbatalde, Zarauz | Barriola    | Martínez de Irujo (lesión) | 22-09  |

## Final
| Fecha    | Frontón y localidad | Rojo        | Azul     | Tanteo |
| -------- | ------------------- | ----------- | -------- | ------ |
| 07/07/07 | Labrit, Pamplona    | Olaizola II | Barriola | 22-08  |

- Datos: Q8261117